# Tomáš Malec
Tomáš Malec (ur. 5 stycznia 1993 w Trenczynie) – słowacki piłkarz, występujący na pozycji napastnika.

## Kariera klubowa
Wychowanek TJ Melčice – Lieskové i AS Trenczyn.
W swojej karierze grał także w AS Trenczynie, Tatranie Liptowski Mikułasz, Rosenborgu BK, Sigmie Ołomuniec, LASK-u Linz, Lillestrømie SK, DAC-u Dunajská Streda, Žalgirisie Wilno, FK RFS, Visie Pesaro i FK Senicy. W latach 2021–2023 występował w GKS Tychy, z którego odszedł 24 stycznia 2023 do czeskiego 1. SK Prostějov.

## Kariera reprezentacyjna
Dwukrotny reprezentant Słowacji.